# Agave vazquezgarciae
Agave vazquezgarciae ist eine Pflanzenart aus der Gattung der Agaven (Agave). Ein englischer Trivialname ist „Mezcal Agave“.

## Beschreibung
Agave vazquezgarciae wächst solitär mit einer Wuchshöhe von 60 bis 120 cm und ist 90 bis 180 cm breit. Die hellgrünen bis bläulichen, variabel angeordneten, lanzettförmigen bis nahe elliptischen, sukkulenten, faserigen Blätter sind 40 bis 90 cm lang und 9 bis 17 cm breit. Die Blattränder sind fein gezahnt. Der rötliche, dunkelbraune bis schwarze Enddorn wird 4 bis 6,5 cm lang.
Der ährige bis traubige, gerade oder gebogene Blütenstand mit den zahlreichen, dichten Blütengruppen wird 5 bis 7 m hoch. Die grün bis gelbfarbenen zahlreichen Blüten sind 52 bis 94 mm lang, erscheinen am unteren Teil des Blütenstandes und bilden sich bis zur Spitze an den variabel angeordneten, dichten, kurzen Verzweigungen. Die Blütenröhre ist 6 bis 10 mm lang.
Die länglichen bis eiförmigen dreikammerige Kapselfrüchte sind 18 bis 24 mm lang. Die schwarzen Samen sind 3 bis 4 mm lang und 2 bis 3 mm breit.
Die Blütezeit reicht von Januar bis Februar.

## Systematik und Verbreitung
Agave vazquezgarciae wächst endemisch in Mexiko im Bundesstaat Jalisco in Waldland in 1550 bis 2100 m Höhe. Sie ist vergesellschaftet mit verschiedenen Sukkulentenarten.
Die Erstbeschreibung durch Miguel de J. Cházaro-Basañez und José Aquileo Lomelí-Sención ist 2006 veröffentlicht worden.
Agave vazquezgarciae ist ein Vertreter der Gruppe Amolae und wächst nur an den nördlichen Hängen der Sierra de Manantlan und teilweise in den Gebirgsregionen der Sierra-de-Cacoma- und Sierra-de-Cuale-Region in Mexiko. Obwohl das Gebiet zusammen mit der Chamela-Bay-Region botanisch sehr gut durchforscht ist (Lott 1985, 1993: Vazquez-Garcia et al. 1995: Vazquez-Garcia 2000), wurde die Art erst kürzlich entdeckt. Agave vazquezgarciae ist nahe verwandt mit der geografisch isolierten Agave pendunculifera, jedoch sind Unterschiede in Größe, Blatt- und Blütenstruktur erkennbar.

## Nachweise
- Emily J. Lott: Annotated checklist of the vascular flora of the Chamela Bay region, Jalisco, Mexico. In: Occasional papers of the California Academy of Sciences. Band 148, 1993, S. 1–60 (online).